# Jan (wielki książę Luksemburga)
Jan, wielki książę Luksemburga (Jean Benoît Guillaume Robert Antoine Louis Marie Adolphe Marc d’Aviano de Bourbon-Parme, ur. 5 stycznia 1921 w Zamku Berg, zm. 23 kwietnia 2019 w Luksemburgu) – wielki książę Luksemburga w latach 1964–2000; członek luksemburskiej rodziny wielkoksiążęcej; syn księcia Feliksa z Luksemburga i jego małżonki, Szarlotty, wielkiej księżnej Luksemburga.
Studiował prawo i nauki polityczne na Uniwersytecie Lavala (w Quebecu, w Kanadzie). W listopadzie 1942 wstąpił do wojska brytyjskiego, gdzie służył w czasie II wojny światowej.
W 1953 poślubił księżniczkę Józefinę Szarlottę z Belgii, z którą miał pięcioro dzieci: arcyksiężną Marię Astrydę z Austrii, Henryka, wielkiego księcia Luksemburga, księcia Jana, księżną Małgorzatę z Liechtensteinu i księcia Wilhelma. Józefina Szarlotta zmarła w 2005.
Po abdykacji matki w 1964 został kolejnym wielkim księciem Luksemburga. Wielki książę Jan abdykował 7 października 2000 na rzecz swojego syna, księcia Henryka. Poprzez swojego przodka, Jana Wilhelma Friso, księcia Oranii spokrewniony był ze wszystkimi rodzinami królewskimi i książęcymi panującymi w Europie.
W wieku 98 lat był najstarszym żyjącym obecnym lub byłym monarchą na świecie.
Zmarł 23 kwietnia 2019 w klinice w Luksemburgu z powodu zapalenia płuc.

## Powiązania rodzinne
Książę Jan urodził się 5 stycznia 1921 na Zamku Berg w Luksemburgu.
Jego rodzicami byli książę Feliks z Luksemburga, potomek książąt Parmy, i jego żona, Szarlotta, wielka księżna Luksemburga, panująca w państwie od 1919 do 1964. Jego dziadkami byli ze strony ojca Robert I, książę Parmy, ostatni panujący książę Parmy i Maria Antonina, księżna Parmy, urodzona w portugalskiej rodzinie królewskiej; natomiast ze strony matki Wilhelm IV, wielki książę Luksemburga, władający krajem od 1905 do 1912 i Maria Anna, wielka księżna Luksemburga, również potomkini portugalskiej rodziny królewskiej. Obie babki księcia Jana były siostrami, córkami Michała I, króla Portugalii.
Miał pięcioro rodzeństwa: Elżbietę, księżną Hohenbergu, Marię Adelajdę, hrabinę Henckel von Donnersmarck, Marię Gabrielę, hrabinę wdowę Holstein-Ledreborg, księcia Karola i Alicję, księżną Ligne.
Został ochrzczony w wierze katolickiej, ojcem chrzestnym był papież Benedykt XV.

### Edukacja
Edukację rozpoczął w szkole podstawowej w Luksemburgu i kontynuował w szkole średniej w Ampleforth College w Anglii. Studiował na kierunku nauki polityczne i prawo na Uniwersytecie Lavala w Quebecu.

## Następca tronu
Książę Jan urodził się za panowania swojej matki, wielkiej księżnej Szarlotty i został następcą luksemburskiego tronu. W 1939, po ukończeniu osiemnastego roku życia, Jan zaczął używać tytułu dziedzicznego wielkiego księcia Luksemburga. 13 kwietnia 1945 rodzina książęca powróciła do Luksemburga z wygnania.
W swoim pierwszym wystąpieniu po zaręczynach z księżniczką Józefiną złożył kwiaty pod Grobem Nieznanego Żołnierza, położonym przy katedrze Świętego Mikołaja i Świętej Guduli w Brukseli. Miało to miejsce 17 listopada 1952.
W kwietniu 1963 wraz z rodziną książęcą udał się z oficjalną wizytą do Waszyngtonu, gdzie spotkał się z prezydentem Johnem Kennedym i pierwszą damą Jacqueline Kennedy.

### Działalność wojskowa
10 maja 1940 nazistowskie Niemcy rozpoczęły czteroletnią okupację Luksemburga. Rodzina książęca, ostrzeżona o spodziewanym ataku, opuściła państwo wcześniejszej nocy. Początkowo przebywali w Paryżu, ale szybko przedostali się do Stanów Zjednoczonych do Brookville w Nowym Jorku.
W listopadzie 1942 książę Jan wstąpił w szeregi armii brytyjskiej i otrzymał przydział do Gwardii Irlandzkiej (ang. Irish Guards). Ukończył trening w Royal Military College w Sandhurst. 30 lipca 1943 został mianowany porucznikiem, a w 1944 kapitanem. 11 czerwca 1944 znalazł się w Normandii i wziął udział w bitwie o Caen oraz w wyzwoleniu Brukseli. 10 września tego samego roku uczestniczył w uwolnieniu Luksemburga, a następnie okupacji Niemiec. Swoją współpracę z brytyjską armią zakończył 26 czerwca 1947. Do czasu abdykacji służył jako pułkownik Gwardii Irlandzkiej i występował w czasie brytyjskich obchodów Trooping the Colour.

### Wstąpienie na tron
W 1961 matka mianowała księcia Jana swoim reprezentantem, powierzając mu część obowiązków głowy państwa. 12 listopada 1964 w obecności rodziny książęcej i przedstawicieli rządu wielka księżna Szarlotta podpisała akt abdykacyjny. Księżna motywowała decyzję swoim wiekiem (miała 68 lat) i tym, że jej syn gotów jest do objęcia władzy.
Po podpisaniu dokumentów miała miejsce uroczysta ceremonia wstąpienia na tron wielkiego księcia Jana i nowej wielkiej księżnej Luksemburga, Józefiny Szarlotty. Następnie odprawiono mszę świętą w Katedrze Notre Dame, a para wielkoksiążęca wystąpiła na balkonie Pałacu Książęcego.

## Wielki książę Luksemburga

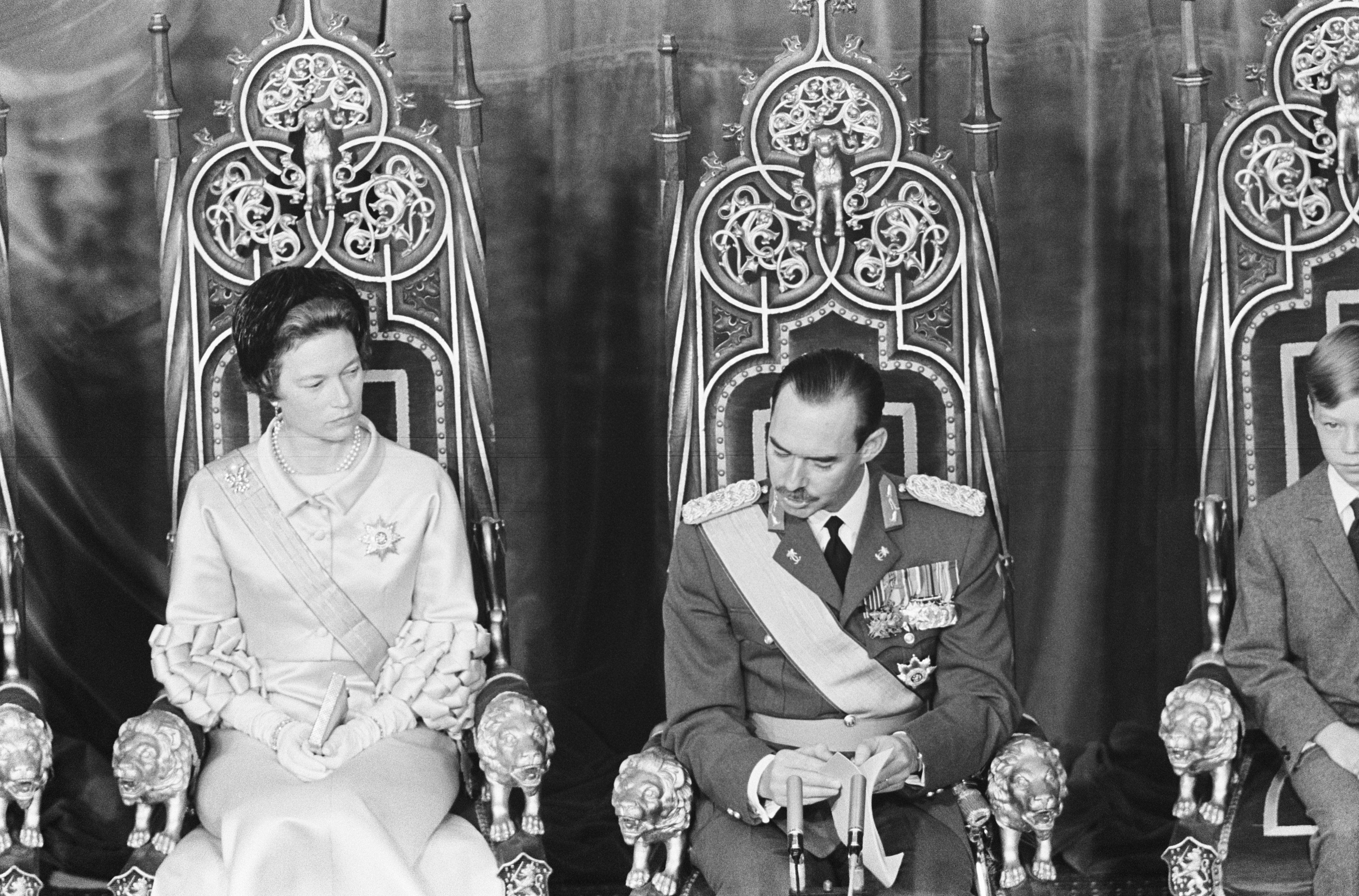
wielki książę Jan i wielka księżna Józefina podczas ceremonii wstąpienia na tron (1964)

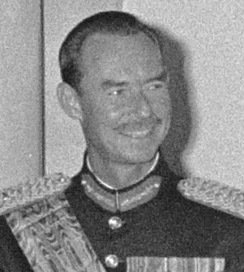
wielki książę Jan (1967)

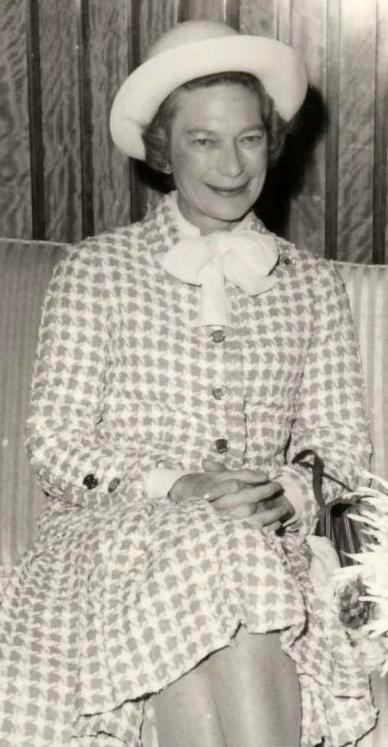
Józefina, wielka księżna Luksemburga, żona wielkiego księcia Jana

W 1971 Jan i Józefina przyjęli w Luksemburgu Julianę, królową Holandii.
Uczestniczył w wizycie do księstwa Małgorzaty II, królowej Danii i księcia Henryka.
W czerwcu 1972 udał się z oficjalną 4-dniową wizytą do Wielkiej Brytanii na zaproszenie królowej Elżbiety II. W listopadzie 1976 królowa wraz z księciem Edynburga przyjechała do Luksemburga.
W październiku 1979 wielki książę wraz z małżonką pojechali w podróż dyplomatyczną do Japonii. Uczestniczyli w spotkaniach z premierem Masayoshi Ohirą, cesarzem Hirohito i cesarzową Nagako.
W grudniu 1983 para książęca przyjęła w Luksemburgu Birendrę, króla Nepalu i jego małżonkę, królową Aishwaryę.
W czerwcu 1984 wraz z innymi przywódcami państw uczestniczył w obchodach rocznicy Plaży Utah, jednego z miejsc lądowania aliantów w 1944 w Normandii; były to walki, w których książę uczestniczył jako kapitan wojska brytyjskiego.
W maju 1992 z małżonką udali się z wizytą do Holandii na zaproszenie królowej Beatrycze.
W kwietniu 1996 gościł przedstawicieli norweskiej rodziny królewskiej, króla Haralda V i królową Sonję.
W maju 1997 przyjął w Luksemburgu Akihito, cesarza Japonii i jego żonę, cesarzową Michiko. Para wielkoksiążęca udała się z rewizytą do Tokio w kwietniu 1999.
W marcu 1999 razem z księżną Józefiną pojechali do Brukseli, gdzie oficjalnie spotkali się z członkami belgijskiej rodziny królewskiej.
Reprezentował państwo luksemburskie na uroczystościach pogrzebowych Winstona Churchilla, premiera Wielkiej Brytanii (Londyn, 1965), Charles’a de Gaulle’a, prezydenta Francji (Paryż, 1970) i François Mitterranda, prezydenta Francji (Paryż, 1996).

### Abdykacja
4 marca 1998 wielki książę Jan, wzorem matki, ustanowił swojego najstarszego syna, księcia Henryka, porucznikiem reprezentującym w imieniu wielkiego księcia.
24 grudnia 1999 książę Jan wyraził chęć abdykacji na rzecz księcia Henryka, po 35 latach panowania. Uroczystości zaplanowano na 28 września 2000, ale przełożono je ze względu na wypadek samochodowy, w którym ranni zostali jego młodszy syn, książę Wilhelm i synowa, księżna Sybilla.
7 listopada 2000 wielki książę Jan, w towarzystwie wielkiej księżnej Józefiny, podpisał w Pałacu Książęcym akt abdykacyjny. W ceremonii wzięli udział członkowie rodziny książęcej, przedstawiciele rządu, Beatrycze, królowa Holandii, Albert II, król Belgów i Paola, królowa Belgów.
Kilka godzin później odczytano akt abdykacji, a nowym wielkim księciem Luksemburga został książę Henryk. Jego małżonka, Maria Teresa została kolejną wielką księżną. Henryk złożył stosowną przysięgę i wygłosił przemówienie. Następnie miała miejsce msza święta w Katedrze Notre Dame w Luksemburgu i rodzina książęca wystąpiła na balkonie pałacu, a także spotkała się z poddanymi.

### Po abdykacji
Wielki książę Jan razem z żoną przeprowadził się do zamku Fischbach, położonego w miejscowości Fischbach w kantonie Mersch.
10 stycznia 2005 z powodu raka płuc zmarła wielka księżna Józefina-Szarlotta. Jej pogrzeb miał miejsce 15 stycznia w Katedrze Notre Dame w Luksemburgu.
1 lipca 2006 otworzył Współczesne Muzeum Sztuki w Luksemburgu, nazwane swoim imieniem.
W maju 2007 otrzymał tytuł doctora honoris causa Uniwersytetu Lavala w Quebecu, w którym studiował.
5 stycznia 2011 zorganizowano uroczyste obchody 90. urodzin wielkiego księcia Jana.
W styczniu 2013 odwiedził miejscowy kościół w Fischbach.
12 listopada 2014 wziął udział w oficjalnej prezentacji biograficznego filmu Jean de Luxembourg i książki pod tym samym tytułem
9 października 2017 odwiedził Europejski Trybunał Sprawiedliwości.
16 stycznia 2019 przyjął w oficjalnej wizycie na zamku Fischbach premiera państwa, Xaviera Bettel.
Po raz ostatni wystąpił publicznie podczas pogrzebu swojej siostry, Alicji, księżnej Ligne, który miał miejsce 16 lutego 2019 w kościele Świętego Piotra w belgijskim Belœil.

### Związki z innymi rodzinami królewskimi
Wielki książę Jan był blisko spokrewniony ze wszystkimi panującymi obecnie i dawniej rodzinami królewskimi i książęcymi w Europie. Jego cioteczny brat, Borys III, był cesarzem Bułgarii. Jego ciotką była między innymi Zyta, cesarzowa Austrii i Węgier. Był szwagrem dwóch kolejnych królów Belgii, Baldwina I i Alberta II.
Był gościem ceremonii zaślubin: Baldwina I, króla Belgów z Fabiolą de Mora y Aragon (Bruksela, 1960), Haralda V, księcia koronnego Norwegii z Sonją Haraldsen (Oslo, 1968), Karola, księcia Walii z lady Dianą Spencer (Londyn, 1981), księcia Wilhelma z Luksemburga z Sybillą Weiller (Wersal, 1994), Pawła, księcia koronnego Grecji z Marią Chantal Miller (Londyn, 1995), Filipa, księcia Brabancji z Matyldą d’Udekem d’Acoz (Bruksela, 1999) i Wilhelma Aleksandra, księcia Oranii z Maksymą Zorreguietą (Amsterdam, 2002).
Reprezentował dwór luksemburski w uroczystościach pogrzebowych Elżbiety, królowej Belgów (Laeken, 1965), księcia Feliksa z Luksemburga (Luksemburg, 1970), Szarlotty, wielkiej księżnej Luksemburga (Luksemburg, 1985), Hirohito, cesarza Japonii (Tokio, 1989), Baldwina I, króla Belgów (Laeken, 1993), Marii Józefy, królowej Włoch (Sabaudia, 2001), Elżbiety, królowej-matki Wielkiej Brytanii (Londyn, 2002), Liliany, księżnej Réthy (Laeken, 2002), Klausa, księcia Holandii (Amsterdam, 2002), Juliany, królowej Holandii (Delft, 2004) i Fabioli, królowej Belgii (Laeken, 2014).
Uczestniczył w oficjalnych obchodach 80. urodzin Elżbiety, królowej Belgii (Bruksela, 1956), 50. urodzin Karola XVI Gustawa, króla Szwecji (Sztokholm, 1996), 90. urodzin Karola, hrabiego Wisborga (Oslo, 2001) i 100. urodzin Elżbiety, królowej-matki Wielkiej Brytanii (Londyn, 2002).
Był wśród gości zaproszonych na oficjalne obchody 50-lecia panowania królowej Elżbiety II (Londyn, 2002).

### Religia
Książę Jan został ochrzczony i wychowany w wierze katolickiej.
W sierpniu 1978 uczestniczył w uroczystościach pogrzebowych papieża Pawła VI.
15 maja 1985 książę i księżna przyjęli w Luksemburgu papieża Jana Pawła II, który przyjechał do państwa z oficjalną wizytą. W 2000 para książęca wzięła udział w prywatnej audiencji w Watykanie u Jana Pawła II.

### Patronaty
- Był honorowym członkiem Międzynarodowego Komitetu Olimpijskiego.
- Był patronem Sir Winston Churchill Memorial Lecture[50].
- Był patronem Luksemburskiego Dnia Drzewa (Dag vum Bam)[51].
- Był honorowym prezydentem l’Oeuvre des Pupilles de la Nation.
- Był honorowym prezydentem Luksemburskiego Międzynarodowego Komitetu Olimpijskiego.
- Był honorowym prezydentem Anciens Combattants.
- Był honorowym prezydentem l’Union des mouvements de la Résistance luxembourgeoise.

## Życie prywatne

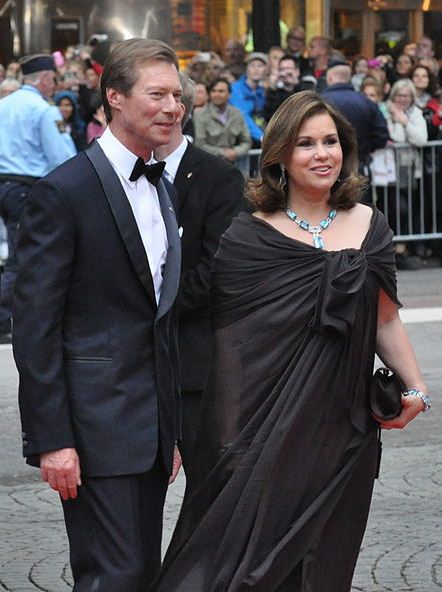
wielki książę Henryk (następca wielkiego księcia Jana) ze swoją małżonką, wielką księżną Marią Teresą

W październiku 1952 roku książę Jan zaręczył się z księżniczką Józefiną-Szarlottą z Belgii, córką króla Belgów Leopolda III z dynastii Koburgów i Astrydy, szwedzkiej księżniczki. Oficjalnie media poinformowano o zaręczynach 26 grudnia 1952. Z tej okazji zorganizowano w Brukseli bal.
Narzeczeni byli dla siebie kuzynami w trzeciej linii – oboje byli praprawnukami Michała I, króla Portugalii, poprzez jego trzy córki – księżniczkę Marię Antoninę, księżniczkę Marię Annę i księżniczkę Marię Józefę.
24 marca 1953 zmarła Maria, królowa Wielkiej Brytanii i z tego powodu rozważano przełożenie uroczystości weselnych. Księżniczka Małgorzata, która pierwotnie miała reprezentować brytyjską rodzinę królewską, została zastąpiona przez ambasadora GeoffReya C. Allchina. Planowany ślub dziedzica tronu spowodował znaczne zwiększenie liczby turystów, którzy zaczęli odwiedzać księstwo. Prasa określiła zjawisko jako największą pokojową inwazję Luksemburga.
7 kwietnia 1953 Józefina opuściła Brukselę, żegnana przez około 70 tysięcy poddanych. Książę powitał swoją narzeczoną w pociągu na granicy belgijsko-luksemburskiej, pocałował ją i odprowadził do limuzyny, która zawiozła ich do stolicy.
9 kwietnia 1953 para zawarła cywilny związek małżeński w Pałacu Książęcym w Luksemburgu. Uroczystości przewodniczył burmistrz miasta, Emile Hamilius.
Małżonkowie przejechali karetą około dwumilowy odcinek drogi pomiędzy pałacem a Katedrą Notre Dame. W katedrze wstąpili w religijny związek małżeński w wierze katolickiej, a Józefina otrzymała tytuł Jej Książęcej Wysokości Dziedzicznej Wielkiej Księżnej Luksemburga. W uroczystościach uczestniczyli przedstawiciele niemalże wszystkich europejskich rodzin panujących; było to największe wydarzenie towarzyskie na kontynencie po zakończeniu II wojny światowej.
W czasie przechodzenia pary młodej w stronę ołtarza doszło do konfliktu pomiędzy członkami belgijskiej rodziny królewskiej. Tradycja nakazuje, by w katedrze tuż za narzeczonymi stanęli ich rodzice. Tymczasem królowa Elżbieta, babka księżniczki Józefiny-Szarlotty, stanęła obok księcia Feliksa, ojca księcia Jana (chcąc zastąpić swoją zmarłą synową, królową Astrydę), spychając Jej macochę, księżną de Réthy na ósme miejsce. Panna młoda, zestresowana konfliktem pomiędzy babką a macochą, pomyliła stronę, z której stała przy swoim narzeczonym, zmuszając gości do zmiany miejsc w katedrze w ostatniej chwili.
Wśród gości weselnych luksemburskiej pary książęcej znaleźli się między innymi:
- / cesarzowa Zyta;
- król Baldwin, książę i księżna Ligne, książę Albert;
- książę Aksel, księżna Ingeborga, książę Jerzy;
- książę Karol-Hugo,
- książę Franciszek Józef II, księżna Georgina;
- książę Feliks, wielka księżna Szarlotta, książę Karol, księżniczka Maria-Gabriela, księżniczka Elżbieta, księżniczka Maria-Adelajda;
- książę Bernhard, królowa Juliana;
- książę Eberhard z Urach;
- książę koronny Olaf, księżna koronna Marta, księżniczka Ragnhilda, księżniczka Astryda;
- książę Karol, księżna Ingeborga;
- król Humbert II, królowa Maria-Józefa, księżniczka Maria-Pia.

Para książęca początkowo planowała wielodniowy rejs po Morzu Śródziemnym, ale z planów zrezygnowano ze względu na stres, jakiego doznała Józefina w związku ze ślubem i przygotowaniami do niego. Razem z mężem odpoczywała w Luksemburgu, a następnie udali się w podróż po Afryce.
17 lutego 1954 urodziła się córka księcia i księżnej, księżniczka Maria Astryda Liliana Szarlotta Leopoldyna Wilhelmina Ingeborga Antoinette Elżbieta Anna Alberta (Marie Astrid Liliane Charlotte Léopoldine Wilhelmine Ingeborg Antoinette Élisabeth Anne Alberte), której jako kobiecie, ze względu na prawo salickie, nie przysługiwało prawo dziedziczenia luksemburskiego tronu.
16 kwietnia 1955 Józefina urodziła syna i przyszłego następcę tronu, który otrzymał imiona Henryk Albert Gabriel Feliks Maria Wilhelm (Henri Albért Gabriel Félix Marie Guillaume) i zajął drugie miejsce w linii sukcesji tronu, za swoim ojcem.
15 maja 1957 para książęca została rodzicami bliźniąt. Na zamku Betzdorf urodzili się księżniczka Małgorzata Antonia Maria Felicyta (Margaretha Antonia Marie Félicité) i książę Jan Feliks Maria Wilhelm (Jean Félix Marie Guillaume). Książę Jan zrzekł się swoich praw do tronu Luksemburga w 1986.
Najmłodsze dziecko Józefiny i Jana, książę Wilhelm Maria Ludwik Krystian (Guillaume Marie Louis Christian), przyszedł na świat 1 maja 1963. Wilhelm i jego trzej synowie zajmują miejsca w linii sukcesji tronu Luksemburga.

## Choroba i śmierć
W październiku 2008 przeszedł operację wstawienia endoprotezy prawego stawu biodrowego w Klinice Świętego Jana w Brukseli.
W grudniu 2016 trafił do szpitala z powodu ostrego zapalenia oskrzeli. Po poprawie stanu zdrowia został wypisany 4 stycznia 2017, na jeden dzień przed swoimi 96. urodzinami.
13 kwietnia 2019 pałac książęcy poinformował, że 98-letni książę trafił do szpitala z powodu infekcji płuc. 16 kwietnia podano po wiadomości, że stan monarchy uległ poprawie i pozostaje on pod obserwacją lekarską. 21 kwietnia ogłoszono, że wielki książę Jan znajduje się w stanie krytycznym i czuwa przy nim cała rodzina.
23 kwietnia rano wielki książę Henryk wydał następujące oświadczenie: Z wielkim smutkiem informuję was o śmierci mojego ukochanego ojca, Jego Królewskiej Wysokości Wielkiego Księcia Jana, który zmarł w pokoju, otoczony miłością swojej rodziny. Książę Jan zmarł o godzinie 00:25. Wielki książę pozostawił pięcioro dzieci, dwudziestu jeden wnuków i piętnastu prawnuków.
O godzinie 9:00 oświadczenie wydał premier Luksemburga, Xavier Bettel, który poinformował, że państwowe uroczystości pogrzebowe odbędą się 4 maja w Katedrze Notre Dame w Luksemburgu. W południe premier spotkał się na Zamku Berg z wielkim księciem Henrykiem, a piętnaście minut później w całym państwie zabiły dzwony. Odwołano wtorkowe obrady rządu i część zaplanowanych w Luksemburgu wydarzeń. Ogłoszono żałobę narodową do 4 maja do godziny osiemnastej.
Wieczorem usunięto baner wielkiego księcia Jana jako oficera Orderu Podwiązki z kaplicy Świętego Jerzego w Windsorze. Arcybiskup Luksemburga Jean-Claude Hollerich odprawił mszę świętą w intencji zmarłego.
Tego samego dnia swoje kondolencje przesłał dwór belgijski, holenderski i rumuński, prezydent Portugalii, Międzynarodowy Komitet Olimpijski i Tessy Antony-de Nassau. Król Filip, królowa Matylda, król Albert II i arcyksiężna Astryda przyjechali z prywatną wizytą do Luksemburga.
W kolejnych dniach oficjalne oświadczenia po śmierci wielkiego księcia wydali: król Szwecji, prezydent Litwy, Biały Dom, prezydent Wietnamu, sułtan Kabus, prezydent Azerbejdżanu, królowa Wielkiej Brytanii.
25 kwietnia Akihito, cesarz Japonii wraz z cesarzową Michiko udali się do luksemburskiej ambasady w Tokio, gdzie złożyli wyrazy współczucia rodzinie wielkoksiążęcej. Było to ostatnie oficjalne wystąpienie pary przed abdykacją cesarza, zaplanowaną na 30 kwietnia.
28 kwietnia trumna z ciałem wielkiego księcia została przewieziona z Zamku Berg do Pałacu Książęcego. 29 kwietnia księcia pożegnali członkowie rządu i parlamentu. Wydany został znaczek pocztowy z jego podobizną.
Uroczystości pogrzebowe miały miejsce 4 maja w Katedrze Notre-Dame w Luksemburgu i były transmitowane na żywo w telewizji. Wielki książę został pochowany w krypcie w katedrze.
Udział w uroczystościach wzięli między innymi:
- król Filip, królowa Matylda, król Albert, królowa Paola[82];
- królowa Małgorzata II, królowa Anna Maria[83];
- książę Jan;
- król Jan Karol I, królowa Zofia;
- księżna Beatrycze;
- książę Albert II;
- Joachim Gauck[84];
- król Harald V, królowa Sonja, księżniczka Astryda;
- księżniczka Małgorzata, Radu Duda[85];
- król Karol XVI Gustaw, królowa Sylwia;
- księżniczka Anna[86], książę Ryszard, księżna Birgitte.

## Spuścizna
Jego imię noszą niektórzy jego potomkowie:
- książę Jan Feliks Maria Wilhelm z Luksemburga (ur. 1957, jego syn);
- książę Wilhelm Jan Józef Maria z Luksemburga (ur. 1981, jego wnuk);
- książę Leopold Emanuel Jan Maria z Liechtensteinu (ur. 1984, zm. 1984, jego wnuk);
- arcyksiążę Imre Emanuel Szymon Jan Karol Marek d’Aviano z Austrii (ur. 1985, jego wnuk);
- książę Konstantyn Jan Filip Maria Albert Marek d’Aviano z Nassau (ur. 1988, jego wnuk);
- książę Paweł Ludwik Jan Maria Wilhelm z Nassau (ur. 1998, jego wnuk);
- książę Jan Andrzej Wilhelm Maria Gabriel Marek d’Aviano z Nassau (ur. 2004, jego wnuk);
- książę Karol Jan Filip Józef Maria Wilhelm z Luksemburga (ur. 2020, jego prawnuk).

## Genealogia
Wielki książę Jan w linii męskiej należał do dynastii Kapetyngów, bocznej gałęzi francuskich Robertianów. Jego najstarszym znanym praprzodkiem był Robert II Hesbaye, hrabia Wormacji, żyjący w IX wieku. Formalnie należał do dynastii Burbon-Parmeńskiej, odziedziczył bowiem tron po swojej matce, a nie ojcu.
Wśród jego ciotecznego rodzeństwa ze strony ojca znajdowali się między innymi Borys III, cesarz Bułgarii, Alicja, księżna Kalabrii, Karol Hugo, pretendent do tronu Hiszpanii i Anna, królowa Rumunii.

### Przodkowie
|  |                                                                          |  |  |  |  |  |  |  |  |  |  |  | Karol II, książę Parmy (1799-1883) |  |  |  |
|  |                                                                          |  |  |  |  |  |  |  |  |  |  |  |                                    |  |  |  |
|  |                                                                          |  |  |  |  |  |  |  |  |  |  |  |                                    |  |  |  |
|  |                                                                          |  |  |  |  |  |  |  |  |  |  |  |                                    |  |  |  |
|  | Karol III, książę Parmy (1823-1854)                                      |  |  |  |  |  |  |  |  |  |  |  |                                    |  |  |  |
|  |                                                                          |  |  |  |  |  |  |  |  |  |  |  |                                    |  |  |  |
|  |                                                                          |  |  |  |  |  |  |  |  |  |  |  |                                    |  |  |  |
|  |                                                                          |  |  |  |  |  |  |  |  |  |  |  |                                    |  |  |  |
|  | Maria Teresa, księżna Parmy (1803–1879)                                  |  |  |  |  |  |  |  |  |  |  |  |                                    |  |  |  |
|  |                                                                          |  |  |  |  |  |  |  |  |  |  |  |                                    |  |  |  |
|  |                                                                          |  |  |  |  |  |  |  |  |  |  |  |                                    |  |  |  |
|  |                                                                          |  |  |  |  |  |  |  |  |  |  |  |                                    |  |  |  |
|  | Robert I, książę Parmy (1848-1907)                                       |  |  |  |  |  |  |  |  |  |  |  |                                    |  |  |  |
|  |                                                                          |  |  |  |  |  |  |  |  |  |  |  |                                    |  |  |  |
|  |                                                                          |  |  |  |  |  |  |  |  |  |  |  |                                    |  |  |  |
|  |                                                                          |  |  |  |  |  |  |  |  |  |  |  |                                    |  |  |  |
|  | Karol Ferdynand, książę de Berry (1778-1820)                             |  |  |  |  |  |  |  |  |  |  |  |                                    |  |  |  |
|  |                                                                          |  |  |  |  |  |  |  |  |  |  |  |                                    |  |  |  |
|  |                                                                          |  |  |  |  |  |  |  |  |  |  |  |                                    |  |  |  |
|  |                                                                          |  |  |  |  |  |  |  |  |  |  |  |                                    |  |  |  |
|  | Ludwika, księżna Parmy (1819-1864)                                       |  |  |  |  |  |  |  |  |  |  |  |                                    |  |  |  |
|  |                                                                          |  |  |  |  |  |  |  |  |  |  |  |                                    |  |  |  |
|  |                                                                          |  |  |  |  |  |  |  |  |  |  |  |                                    |  |  |  |
|  |                                                                          |  |  |  |  |  |  |  |  |  |  |  |                                    |  |  |  |
|  | Karolina, księżna de Berry (1798-1870)                                   |  |  |  |  |  |  |  |  |  |  |  |                                    |  |  |  |
|  |                                                                          |  |  |  |  |  |  |  |  |  |  |  |                                    |  |  |  |
|  |                                                                          |  |  |  |  |  |  |  |  |  |  |  |                                    |  |  |  |
|  |                                                                          |  |  |  |  |  |  |  |  |  |  |  |                                    |  |  |  |
|  | książę Feliks z Luksemburga (1893-1970)                                  |  |  |  |  |  |  |  |  |  |  |  |                                    |  |  |  |
|  |                                                                          |  |  |  |  |  |  |  |  |  |  |  |                                    |  |  |  |
|  |                                                                          |  |  |  |  |  |  |  |  |  |  |  |                                    |  |  |  |
|  |                                                                          |  |  |  |  |  |  |  |  |  |  |  |                                    |  |  |  |
|  | Jan VI, król Portugalii (1767-1826)                                      |  |  |  |  |  |  |  |  |  |  |  |                                    |  |  |  |
|  |                                                                          |  |  |  |  |  |  |  |  |  |  |  |                                    |  |  |  |
|  |                                                                          |  |  |  |  |  |  |  |  |  |  |  |                                    |  |  |  |
|  |                                                                          |  |  |  |  |  |  |  |  |  |  |  |                                    |  |  |  |
|  | Michał I, król Portugalii (1802-1866)                                    |  |  |  |  |  |  |  |  |  |  |  |                                    |  |  |  |
|  |                                                                          |  |  |  |  |  |  |  |  |  |  |  |                                    |  |  |  |
|  |                                                                          |  |  |  |  |  |  |  |  |  |  |  |                                    |  |  |  |
|  |                                                                          |  |  |  |  |  |  |  |  |  |  |  |                                    |  |  |  |
|  | Karolina Joachima, królowa Portugalii (1775-1830)                        |  |  |  |  |  |  |  |  |  |  |  |                                    |  |  |  |
|  |                                                                          |  |  |  |  |  |  |  |  |  |  |  |                                    |  |  |  |
|  |                                                                          |  |  |  |  |  |  |  |  |  |  |  |                                    |  |  |  |
|  |                                                                          |  |  |  |  |  |  |  |  |  |  |  |                                    |  |  |  |
|  | Maria Antonina, księżna Parmy (1862-1959)                                |  |  |  |  |  |  |  |  |  |  |  |                                    |  |  |  |
|  |                                                                          |  |  |  |  |  |  |  |  |  |  |  |                                    |  |  |  |
|  |                                                                          |  |  |  |  |  |  |  |  |  |  |  |                                    |  |  |  |
|  |                                                                          |  |  |  |  |  |  |  |  |  |  |  |                                    |  |  |  |
|  | Konstanty, dziedziczny książę Löwenstein-Wertheim-Rosenberg (1802-1838)  |  |  |  |  |  |  |  |  |  |  |  |                                    |  |  |  |
|  |                                                                          |  |  |  |  |  |  |  |  |  |  |  |                                    |  |  |  |
|  |                                                                          |  |  |  |  |  |  |  |  |  |  |  |                                    |  |  |  |
|  |                                                                          |  |  |  |  |  |  |  |  |  |  |  |                                    |  |  |  |
|  | Adelajda, królowa Portugalii (1831-1909)                                 |  |  |  |  |  |  |  |  |  |  |  |                                    |  |  |  |
|  |                                                                          |  |  |  |  |  |  |  |  |  |  |  |                                    |  |  |  |
|  |                                                                          |  |  |  |  |  |  |  |  |  |  |  |                                    |  |  |  |
|  |                                                                          |  |  |  |  |  |  |  |  |  |  |  |                                    |  |  |  |
|  | Agnieszka, dziedziczna księżna Löwenstein-Wertheim-Rosenberg (1804-1835) |  |  |  |  |  |  |  |  |  |  |  |                                    |  |  |  |
|  |                                                                          |  |  |  |  |  |  |  |  |  |  |  |                                    |  |  |  |
|  |                                                                          |  |  |  |  |  |  |  |  |  |  |  |                                    |  |  |  |
|  |                                                                          |  |  |  |  |  |  |  |  |  |  |  |                                    |  |  |  |
|  | Jan, wielki książę Luksemburga (1921-2019)                               |  |  |  |  |  |  |  |  |  |  |  |                                    |  |  |  |
|  |                                                                          |  |  |  |  |  |  |  |  |  |  |  |                                    |  |  |  |
|  |                                                                          |  |  |  |  |  |  |  |  |  |  |  |                                    |  |  |  |
|  |                                                                          |  |  |  |  |  |  |  |  |  |  |  |                                    |  |  |  |
|  | Wilhelm, książę Nassau (1792-1839)                                       |  |  |  |  |  |  |  |  |  |  |  |                                    |  |  |  |
|  |                                                                          |  |  |  |  |  |  |  |  |  |  |  |                                    |  |  |  |
|  |                                                                          |  |  |  |  |  |  |  |  |  |  |  |                                    |  |  |  |
|  |                                                                          |  |  |  |  |  |  |  |  |  |  |  |                                    |  |  |  |
|  | Adolf, wielki książę Luksemburga (1817-1905)                             |  |  |  |  |  |  |  |  |  |  |  |                                    |  |  |  |
|  |                                                                          |  |  |  |  |  |  |  |  |  |  |  |                                    |  |  |  |
|  |                                                                          |  |  |  |  |  |  |  |  |  |  |  |                                    |  |  |  |
|  |                                                                          |  |  |  |  |  |  |  |  |  |  |  |                                    |  |  |  |
|  | Ludwika, księżna Nassau (1794-1825)                                      |  |  |  |  |  |  |  |  |  |  |  |                                    |  |  |  |
|  |                                                                          |  |  |  |  |  |  |  |  |  |  |  |                                    |  |  |  |
|  |                                                                          |  |  |  |  |  |  |  |  |  |  |  |                                    |  |  |  |
|  |                                                                          |  |  |  |  |  |  |  |  |  |  |  |                                    |  |  |  |
|  | Wilhelm IV, wielki książę Luksemburga (1852-1912)                        |  |  |  |  |  |  |  |  |  |  |  |                                    |  |  |  |
|  |                                                                          |  |  |  |  |  |  |  |  |  |  |  |                                    |  |  |  |
|  |                                                                          |  |  |  |  |  |  |  |  |  |  |  |                                    |  |  |  |
|  |                                                                          |  |  |  |  |  |  |  |  |  |  |  |                                    |  |  |  |
|  | książę Fryderyk z Anhalt-Dessau (1799-1864)                              |  |  |  |  |  |  |  |  |  |  |  |                                    |  |  |  |
|  |                                                                          |  |  |  |  |  |  |  |  |  |  |  |                                    |  |  |  |
|  |                                                                          |  |  |  |  |  |  |  |  |  |  |  |                                    |  |  |  |
|  |                                                                          |  |  |  |  |  |  |  |  |  |  |  |                                    |  |  |  |
|  | Adelajda, wielka księżna Luksemburga (1833-1916)                         |  |  |  |  |  |  |  |  |  |  |  |                                    |  |  |  |
|  |                                                                          |  |  |  |  |  |  |  |  |  |  |  |                                    |  |  |  |
|  |                                                                          |  |  |  |  |  |  |  |  |  |  |  |                                    |  |  |  |
|  |                                                                          |  |  |  |  |  |  |  |  |  |  |  |                                    |  |  |  |
|  | Maria, księżna Fryderyk z Anhalt-Dessau (1814-1895)                      |  |  |  |  |  |  |  |  |  |  |  |                                    |  |  |  |
|  |                                                                          |  |  |  |  |  |  |  |  |  |  |  |                                    |  |  |  |
|  |                                                                          |  |  |  |  |  |  |  |  |  |  |  |                                    |  |  |  |
|  |                                                                          |  |  |  |  |  |  |  |  |  |  |  |                                    |  |  |  |
|  | Szarlotta, wielka księżna Luksemburga (1896-1985)                        |  |  |  |  |  |  |  |  |  |  |  |                                    |  |  |  |
|  |                                                                          |  |  |  |  |  |  |  |  |  |  |  |                                    |  |  |  |
|  |                                                                          |  |  |  |  |  |  |  |  |  |  |  |                                    |  |  |  |
|  |                                                                          |  |  |  |  |  |  |  |  |  |  |  |                                    |  |  |  |
|  | Jan VI, król Portugalii (1767-1826)                                      |  |  |  |  |  |  |  |  |  |  |  |                                    |  |  |  |
|  |                                                                          |  |  |  |  |  |  |  |  |  |  |  |                                    |  |  |  |
|  |                                                                          |  |  |  |  |  |  |  |  |  |  |  |                                    |  |  |  |
|  |                                                                          |  |  |  |  |  |  |  |  |  |  |  |                                    |  |  |  |
|  | Michał I, król Portugalii (1802-1866)                                    |  |  |  |  |  |  |  |  |  |  |  |                                    |  |  |  |
|  |                                                                          |  |  |  |  |  |  |  |  |  |  |  |                                    |  |  |  |
|  |                                                                          |  |  |  |  |  |  |  |  |  |  |  |                                    |  |  |  |
|  |                                                                          |  |  |  |  |  |  |  |  |  |  |  |                                    |  |  |  |
|  | Karolina Joachima, królowa Portugalii (1775-1830)                        |  |  |  |  |  |  |  |  |  |  |  |                                    |  |  |  |
|  |                                                                          |  |  |  |  |  |  |  |  |  |  |  |                                    |  |  |  |
|  |                                                                          |  |  |  |  |  |  |  |  |  |  |  |                                    |  |  |  |
|  |                                                                          |  |  |  |  |  |  |  |  |  |  |  |                                    |  |  |  |
|  | Maria Anna, wielka księżna Luksemburga (1861–1942)                       |  |  |  |  |  |  |  |  |  |  |  |                                    |  |  |  |
|  |                                                                          |  |  |  |  |  |  |  |  |  |  |  |                                    |  |  |  |
|  |                                                                          |  |  |  |  |  |  |  |  |  |  |  |                                    |  |  |  |
|  |                                                                          |  |  |  |  |  |  |  |  |  |  |  |                                    |  |  |  |
|  | Konstanty, dziedziczny książę Löwenstein-Wertheim-Rosenberg (1802-1838)  |  |  |  |  |  |  |  |  |  |  |  |                                    |  |  |  |
|  |                                                                          |  |  |  |  |  |  |  |  |  |  |  |                                    |  |  |  |
|  |                                                                          |  |  |  |  |  |  |  |  |  |  |  |                                    |  |  |  |
|  |                                                                          |  |  |  |  |  |  |  |  |  |  |  |                                    |  |  |  |
|  | Adelajda, królowa Portugalii (1831-1909)                                 |  |  |  |  |  |  |  |  |  |  |  |                                    |  |  |  |
|  |                                                                          |  |  |  |  |  |  |  |  |  |  |  |                                    |  |  |  |
|  |                                                                          |  |  |  |  |  |  |  |  |  |  |  |                                    |  |  |  |
|  |                                                                          |  |  |  |  |  |  |  |  |  |  |  |                                    |  |  |  |
|  | Agnieszka, dziedziczna księżna Löwenstein-Wertheim-Rosenberg (1804-1835) |  |  |  |  |  |  |  |  |  |  |  |                                    |  |  |  |
|  |                                                                          |  |  |  |  |  |  |  |  |  |  |  |                                    |  |  |  |
|  |                                                                          |  |  |  |  |  |  |  |  |  |  |  |                                    |  |  |  |

### Potomkowie
| Dzieci                                         | Wnuki                                                    | Prawnuki                                          |
| ---------------------------------------------- | -------------------------------------------------------- | ------------------------------------------------- |
| arcyksiężna Maria Astryda z Austrii (ur. 1954) | Maria Krystyna, hrabina Rudolf Limburg-Stirum (ur. 1983) | hrabia Leopold Limburg-Stirum (ur. 2011)          |
| arcyksiężna Maria Astryda z Austrii (ur. 1954) | Maria Krystyna, hrabina Rudolf Limburg-Stirum (ur. 1983) | hrabia Konstantyn Limburg-Stirum (ur. 2013)       |
| arcyksiężna Maria Astryda z Austrii (ur. 1954) | Maria Krystyna, hrabina Rudolf Limburg-Stirum (ur. 1983) | hrabia Gabriel Limburg-Stirum (ur. 2016)          |
| arcyksiężna Maria Astryda z Austrii (ur. 1954) | arcyksiążę Imre z Austrii (ur. 1985)                     | arcyksiężniczka Maria Stella z Austrii (ur. 2013) |
| arcyksiężna Maria Astryda z Austrii (ur. 1954) | arcyksiążę Imre z Austrii (ur. 1985)                     | arcyksiężniczka Magdalena z Austrii (ur. 2016)    |
| arcyksiężna Maria Astryda z Austrii (ur. 1954) | arcyksiążę Imre z Austrii (ur. 1985)                     | arcyksiężniczka Juliana z Austrii (ur. 2018)      |
| arcyksiężna Maria Astryda z Austrii (ur. 1954) | arcyksiążę Imre z Austrii (ur. 1985)                     | arcyksiężniczka Cecylia z Austrii (ur. 2021)      |
| arcyksiężna Maria Astryda z Austrii (ur. 1954) | arcyksiążę Imre z Austrii (ur. 1985)                     | arcyksiążę Karol z Austrii (ur. 2023)             |
| arcyksiężna Maria Astryda z Austrii (ur. 1954) | arcyksiążę Krzysztof z Austrii (ur. 1988)                | arcyksiężniczka Katarzyna z Austrii (ur. 2014)    |
| arcyksiężna Maria Astryda z Austrii (ur. 1954) | arcyksiążę Krzysztof z Austrii (ur. 1988)                | arcyksiężniczka Zofia z Austrii (ur. 2017)        |
| arcyksiężna Maria Astryda z Austrii (ur. 1954) | arcyksiążę Krzysztof z Austrii (ur. 1988)                | arcyksiążę Józef z Austrii (ur. 2020)             |
| arcyksiężna Maria Astryda z Austrii (ur. 1954) | arcyksiążę Krzysztof z Austrii (ur. 1988)                | arcyksiężniczka Flawia z Austrii (ur. 2023)       |
| arcyksiężna Maria Astryda z Austrii (ur. 1954) | arcyksiążę Aleksander z Austrii (ur. 1990)               |                                                   |
| arcyksiężna Maria Astryda z Austrii (ur. 1954) | arcyksiężniczka Gabriela z Austrii (ur. 1994)            | księżniczka Wiktoria z Burbon-Parmy (ur. 2017)    |
| arcyksiężna Maria Astryda z Austrii (ur. 1954) | arcyksiężniczka Gabriela z Austrii (ur. 1994)            | księżniczka Anastazja z Burbon-Parmy (ur. 2020)   |
| arcyksiężna Maria Astryda z Austrii (ur. 1954) | arcyksiężniczka Gabriela z Austrii (ur. 1994)            | książę z Burbon-Parmy (ur. 2023)                  |
| Henryk, wielki książę Luksemburga (ur. 1955)   | Wilhelm, następca tronu Luksemburga (ur. 1981)           | książę Karol z Luksemburga (ur. 2020)             |
| Henryk, wielki książę Luksemburga (ur. 1955)   | Wilhelm, następca tronu Luksemburga (ur. 1981)           | książę Franciszek z Luksemburga (ur. 2023)        |
| Henryk, wielki książę Luksemburga (ur. 1955)   | książę Feliks z Luksemburga (ur. 1984)                   | księżniczka Amalia z Nassau (ur. 2014)            |
| Henryk, wielki książę Luksemburga (ur. 1955)   | książę Feliks z Luksemburga (ur. 1984)                   | książę Liam z Nassau (ur. 2016)                   |
| Henryk, wielki książę Luksemburga (ur. 1955)   | książę Feliks z Luksemburga (ur. 1984)                   | książę Baltazar z Nassau (ur. 2023)               |
| Henryk, wielki książę Luksemburga (ur. 1955)   | książę Ludwik z Luksemburga (ur. 1986)                   | książę Gabriel z Nassau (ur. 2006)                |
| Henryk, wielki książę Luksemburga (ur. 1955)   | książę Ludwik z Luksemburga (ur. 1986)                   | książę Noah z Nassau (ur. 2007)                   |
| Henryk, wielki książę Luksemburga (ur. 1955)   | księżniczka Aleksandra z Luksemburga (ur. 1991)          |                                                   |
| Henryk, wielki książę Luksemburga (ur. 1955)   | książę Sebastian z Luksemburga (ur. 1992)                |                                                   |
| książę Jan z Luksemburga (ur. 1957)            | księżniczka Maria Gabriela z Nassau (ur. 1986)           | Zeno Willms (ur. 2018)                            |
| książę Jan z Luksemburga (ur. 1957)            | księżniczka Maria Gabriela z Nassau (ur. 1986)           | Kajetan Willms (ur. 2020)                         |
| książę Jan z Luksemburga (ur. 1957)            | książę Konstantyn z Nassau (ur. 1988)                    | książę Feliks z Nassau (ur. 2018)                 |
| książę Jan z Luksemburga (ur. 1957)            | książę Konstantyn z Nassau (ur. 1988)                    | księżniczka Kosima z Nassau (ur. 2022)            |
| książę Jan z Luksemburga (ur. 1957)            | książę Wacław z Nassau (ur. 1990)                        | książę Kalikst z Nassau (ur. 2022)                |
| książę Karol Jan z Nassau (ur. 1992)           | książę Xander z Nassau (ur. 2021)                        |                                                   |
| książę Karol Jan z Nassau (ur. 1992)           | księżniczka z Nassau (ur. 2022)                          |                                                   |
| księżna Małgorzata z Liechtensteinu (ur. 1957) | książę Leopold z Liechtensteinu (ur. 1984, zm. 1984)     |                                                   |
| księżna Małgorzata z Liechtensteinu (ur. 1957) | księżniczka Maria Anuncjata z Liechtensteinu (ur. 1985)  |                                                   |
| księżna Małgorzata z Liechtensteinu (ur. 1957) | księżniczka Maria Astryda z Liechtensteinu (ur. 1987)    | Althaea Worthington (ur. 2022)                    |
| księżna Małgorzata z Liechtensteinu (ur. 1957) | książę Józef Emanuel z Liechtensteinu (ur. 1989)         | książę Leopold z Liechtensteinu (ur. 2023)        |
| książę Wilhelm z Luksemburga (ur. 1963)        | książę Paweł Ludwik z Nassau (ur. 1998)                  |                                                   |
| książę Wilhelm z Luksemburga (ur. 1963)        | książę Leopold z Nassau (ur. 2000)                       |                                                   |
| książę Wilhelm z Luksemburga (ur. 1963)        | księżniczka Szarlotta z Nassau (ur. 2000)                |                                                   |
| książę Wilhelm z Luksemburga (ur. 1963)        | książę Jan z Nassau (ur. 2004)                           |                                                   |

## Odznaczenia
- Wielki Mistrz Orderu Złotego Lwa Nassau (Luksemburg, 1964–2000)
- Wielki Mistrz Orderu Adolfa de Nassau (Luksemburg, 1964–2000)
- Wielki Mistrz Orderu Korony Dębowej (Luksemburg, 1964–2000)
- Wielki Mistrz Orderu Zasługi Wielkiego Księstwa Luksemburga (1964–2000)
- Krzyż Wojenny (Luksemburg)
- Order Złotego Runa (Austria)
- Wielka Gwiazda Odznaki Honorowej za Zasługi dla Republiki Austrii (1975)[87]
- Wielka Wstęga Orderu Leopolda (Belgia)
- Krzyż Wojenny z brązową palmą (Belgia)
- Order Słonia (Dania, 1976)[88]
- Krzyż Wojenny (Francja)
- Krzyż Wielki Orderu Zbawiciela (Grecja)
- Order Złotego Runa (Hiszpania, 1980)[89]
- Łańcuch Orderu Karola III (Hiszpania, 1983)[90]
- Krzyż Wielki Orderu Lwa Niderlandzkiego (Holandia)
- Krzyż Wojenny 1940–1945 (Holandia)
- Krzyż Wielki z Łańcuchem Orderu Sokoła Islandzkiego (Islandia, 1986)[91]
- Krzyż Wielki Orderu św. Olafa (Norwegia)
- Krzyż Wielki Orderu Zasługi Rzeczypospolitej Polskiej (1993)[92]
- Krzyż Wielki Wojskowego Orderu Wieży i Miecza (Portugalia)
- Wielki Łańcuch Orderu Infanta Henryka (Portugalia, 1985)[93]
- Silver Star (Stany Zjednoczone)
- Order Królewski Serafinów (Szwecja)
- Order Złotej Ostrogi (Watykan)
- Order Podwiązki (Wielka Brytania, 1972)[94]
- Defence Medal (Wielka Brytania)
- 1939–1945 Star (Wielka Brytania)
- France and Germany Star (Wielka Brytania)
- War Medal 1939–1945 (Wielka Brytania)
- Krzyż Wielki z Łańcuchem Orderu Zasługi Republiki Włoskiej (Włochy, 1973)
- Order Annuncjaty (Włochy)[95]
- Krzyż Wielki Orderu Korony Włoch
- Krzyż Wielki Orderu Domowego pw. świętych Maurycego i Łazarza (Włochy)

## Tytuły
| Od                  | Do                  | Tytuł |
| ------------------- | ------------------- | --- |
| 5 stycznia 1921     | 12 listopada 1964   | Jego Królewska Wysokość dziedziczny wielki książę Luksemburga, dziedziczny książę Nassau, książę Burbon-Parmy |
| 12 listopada 1964   | 28 lipca 1987       | Jego Królewska Wysokość wielki książę Luksemburga, książę Nassau, książę Burbon-Parmy                         |
| 28 lipca 1987       | 7 października 2000 | Jego Królewska Wysokość wielki książę Luksemburga, książę Nassau                                              |
| 7 października 2000 | 23 kwietnia 2019    | Jego Królewska Wysokość wielki książę Jan z Luksemburga, książę Nassau                                        |

Książę nosił również inne tytuły, przysługujące głowie tego państwa:
- wielki książę Luksemburga,
- książę Nassau,
- hrabia Palatine of the Rhine,
- hrabia Sayn,
- hrabia Königstein,
- hrabia Katzenelnbogen,
- hrabia Diez,
- burgrabia Hammersteinu,
- lord Mahlbergu,
- lord Wiesbaden,
- lord Merenbergu,
- lord Limburgu,
- lord Eppstein.

W 1986 zrzekł się tradycyjnych tytułów, noszonych przez członków dynastii Burbon-Parmeńskiej, dla siebie i swoich potomków. Jego dekret został zastąpiony kolejnym, ustanowionym 21 września 1995. Podano, że tytuł księcia lub księżniczki Luksemburga przysługuje dzieciom monarchy i dziedzicowi tronu. Dynastyczni potomkowie w linii męskiej mieli mieć prawo do używania predykatu Jej Królewska Wysokość i tytułu księcia (księżniczki) Nassau, natomiast członkowie rodziny pochodzący z małżeństw nie uznanych za dynastyczne uzyskali prawo do noszenia tytułu hrabiego (hrabiny) Nassau.